# 7192 Cieletespace
7192 Cieletespace è un asteroide della fascia principale. Scoperto nel 1993, presenta un'orbita caratterizzata da un semiasse maggiore pari a 3,1703966 UA e da un'eccentricità di 0,0929819, inclinata di 10,81330° rispetto all'eclittica.